# Buciegas
Buciegas é um município da Espanha, na província de Cuenca, comunidade autônoma de Castela-Mancha. Tem 9,01 km² de área e em 2021 tinha 32 habitantes (densidade: 3,6 hab./km²). Limita com os municípios de Canalejas del Arroyo, Cañaveras, Gascueña e Olmeda de la Cuesta.